# Viștea
Viștea è un comune della Romania di 2082 abitanti, ubicato nel distretto di Brașov, nella regione storica della Transilvania.
Il comune è formato dall'unione di 4 villaggi: Olteț, Rucăr, Viștea de Jos, Viștea de Sus, Viștișoara.
Fino al 2004 faceva parte del comune anche il villaggio di Drăguș, diventato in quel periodo comune autonomo.